# Réunion
Réunion (franska: La Réunion, "Samlingen", tidigare Île Bourbon) är en fransk ö och ett franskt departement i Indiska oceanen. Den ligger cirka 800 km öster om Madagaskar. Tillsammans med öarna Mauritius och Rodrigues bildar den ögruppen Maskarenerna. Ön är cirka 60 km lång och 40 km bred. Huvudort är Saint-Denis.
2011 var invånarantalet cirka 839 480, 2009 var det 816 364 och 2007 var det 794 107. Invånarna talar franska och kreolspråk.

## Historia

### Upptäckten av ön
Arabiska sjöfarare kallade ön Dina Morgabin (Västön). Den portugisiske amiralen Pedro de Mascarenhas och hans manskap anses vara de första européer att anlända vid den obebodda ön den 9 februari 1513. De gav ön namnet Santa Apollonia, efter den heliga Apollonia av Alexandria, vars minne firades den 9 februari i den dåvarande katolska helgonkalendern. Åren som följde besöktes ön sporadiskt av araber, portugiser, engelsmän och holländare.

### Fransk ockupation

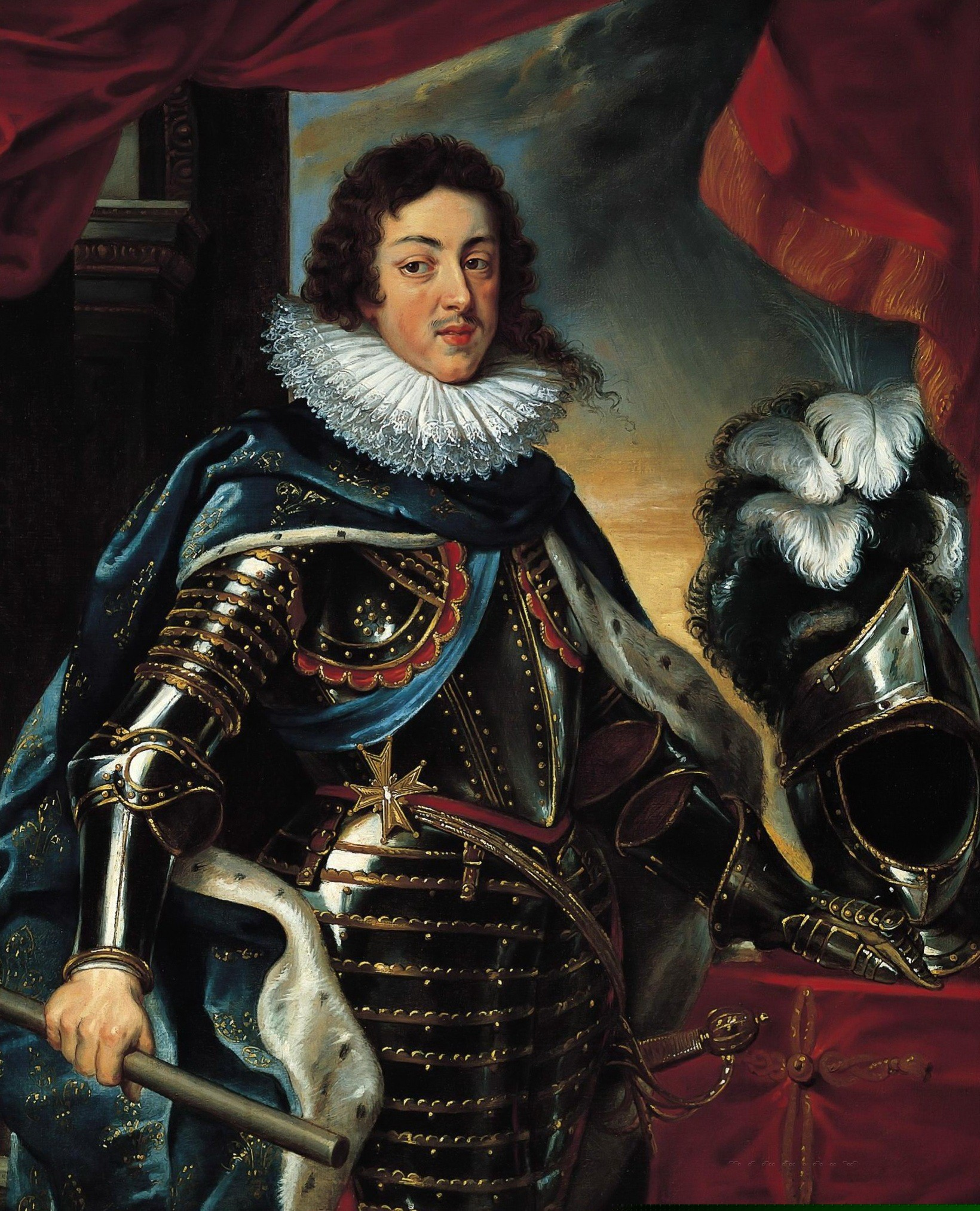
Ludvig XIII av Frankrike gav ön namnet Île Bourbon. Målning av Peter Paul Rubens, 1622–25.

Ön blev senare ockuperad av Frankrike och administrerades från Port Louis på Mauritius. Även om den franska flaggan hissades av François Cauche år 1638, blev Santa Apollonia först officiellt krävd av Jacques Pronis å Frankrikes vägnar, då han deporterade 14 myterister till ön från Tôlanaro på Madagaskar. Att ön nu var fransk markerades med en stensättning i hamnen i vad som idag är kommunen La Possesion. Fångarna som deporterades dit återvände till Frankrike den 28 maj 1658 med skeppet Thomas-Guillaume. Fyra år efter att franska flaggan hissats, år 1642, slog sig de första fransmännen ner på ön då Franska ostindiska kompaniet skickade skeppet Saint-Louis till ön. År 1649 fick ön namnet Île Bourbon efter namnet på den då regerande kungaätten.

### Slaveri och dålig ledning
Ön upplevde ingen större immigration, och inga större initiativ togs till att utveckla ön, och från omkring 1685 började pirater som härjade i Indiska oceanen att använda Île Bourbon som handelsbas. Fram till 1715 var det franska ostindiska kompaniet enbart i stånd att sköta om sina egna skepp som passerade, men då kaffe introducerades på ön med sex mockaträd som importerats från Jemen stärktes öns ekonomi rejält. Mellan 1715 och 1730 var detta öns huvudsakliga jordbruksprodukt. Fransmännen började i samband med detta nyttja slavar från Afrika som arbetskraft.
År 1764 började den franske ingenjören och upptäcktsresande Joseph-François Charpentier de Cossigny att plantera frukten litchi på ön. Denna frukt hade han tagit med sig ifrån sina resor i Orienten.
Réunion lydde under samma ledning som den franska grannön Mauritius, och i perioden efter att kaffe introducerats var Mahé de La Bourdonnais guvernör (1735–1746). La Bourdonnais favoriserade Mauritius vilket ledde till att Réunion sattes i skuggan. Som ett resultat av dålig ledning och rivalitet mellan Frankrike och Storbritannien på 1700-talet, samt i och med franska ostindiska kompaniets kollaps, överfördes öns ledning till den franska kronan år 1764.
Vid slutet av 1700-talet genomfördes flera slavuppror, och människor som flytt slaveriet grundade byar på landet som byggdes på demokratiska principer med valda ledare. Det förekom flera sammanstötningar mellan dessa byar och kolonimyndigheter.

### Piratverksamhet
I början av 1700-talet intensifierades jakten på pirater i Västindien, och många av piraterna drog därför till Afrika och Indiska oceanen, där det var lättare att driva piratverksamhet. I april 1721 erövrade den franska piraten Olivier Levasseur det portugisiska fartyget Nossa Senhora do Cabo i en bukt vid Saint-Denis. En av passagerarna ombord var vicekung över Indien. En orkan hade gjort stor skada på skeppet och piraterna förde det till Madagaskar. Denna kidnappning var början på en intensiv jakt på pirater även i Indiska oceanen.
Nio år efter kidnappningen, år 1730, greps Levasseur på Madagaskar av den franska kaptenen D'Hermite. Levasseur fördes tillbaka till Réunion där han dömdes till döden och avrättades den 7 juli samma år i Saint-Paul.

### Den franska revolutionen

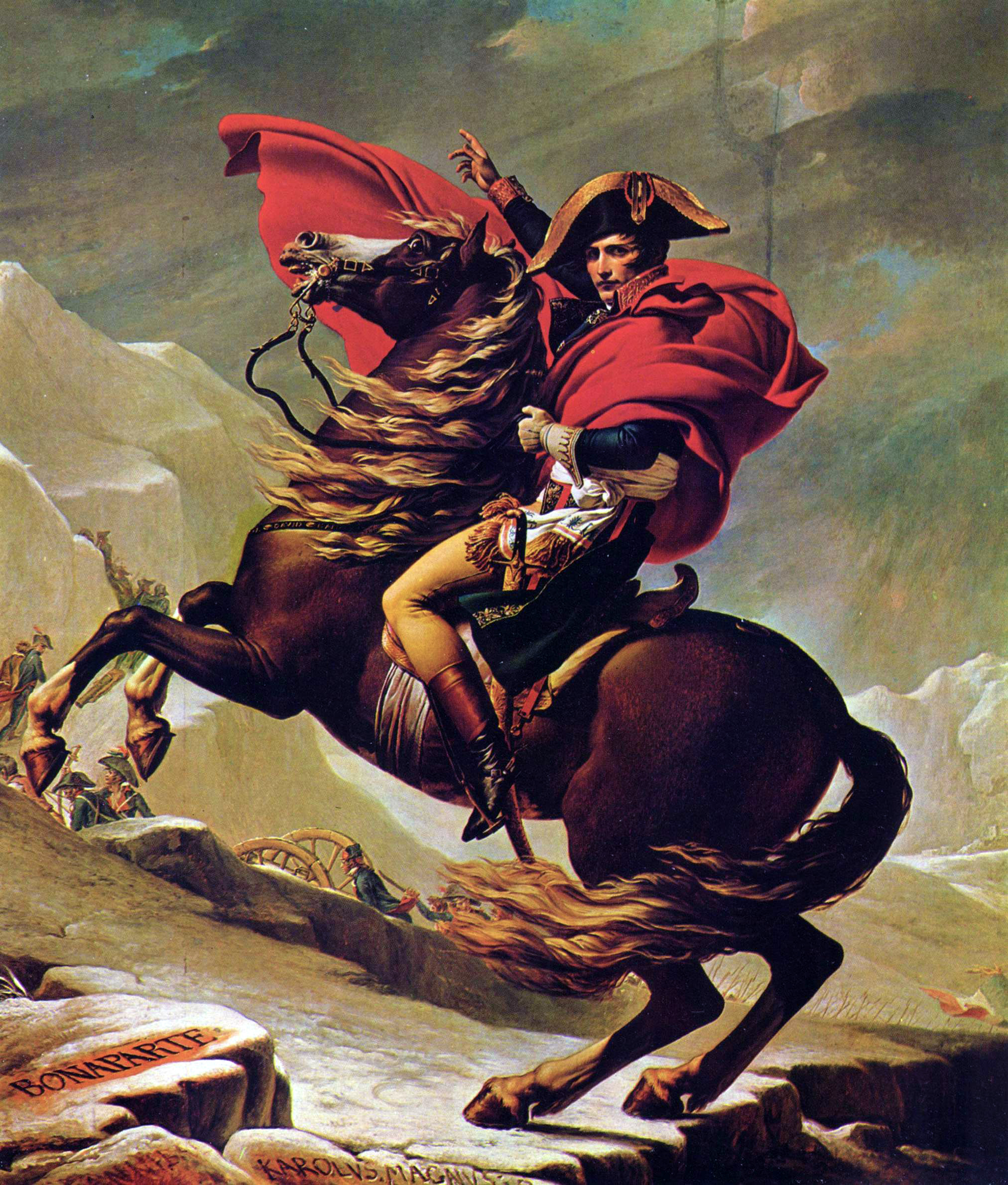
Napoleon Bonaparte döpte om ön till Île Bonaparte. Målning av Jacques-Louis David.

Réunion, franska för samling, fick sitt namn 19 mars 1793, som en följd av den franska revolutionen och kungahusets fall. Namngivningen var till minne av den 10 augusti 1792, då revolutionstrupperna från Marseille och nationalgardet i Paris slog sig samman vid marschen till Tuilerierna där kungadömet störtades. År 1801 döptes ön om till Île Bonaparte, efter Napoleon Bonaparte. Under napoleonkrigen ockuperades ön år 1810 av brittiska marinen, som döpte om ön till dess gamla namn Bourbon. När Frankrike återfick ön vid Wienkongressen 1815 behölls namnet Bourbon fram till 1848 då ön återfick namnet Réunion efter kungahuset Bourbons andra fall. De andra öarna i Indiska oceanen som britterna ockuperat, Rodrigues, Mauritius och Seychellerna, förblev brittiska.
Kaffeplantagerna ödelades av cykloner under början av 1800-talet, och engelsmännen introducerade sockerrör och gjorde socker till öns viktigaste odlingsvara under deras femåriga ockupation. År 1819 startades också en vaniljodling. Vaniljen säljs idag under märket "Bourbon".
År 1848 avskaffades slaveriet, men plantagerna behövde fortfarande arbetskraft, så indiska och afrikanska kontraktsarbetare sändes till ön. Deras levnadsvillkor visade sig vara lika slavarnas levnadsvillkor.

### Öppnandet av Suezkanalen
Handelns och utvecklingens goda tider varade fram till 1870. Efter tio års byggnation öppnade den 171 km långa Suezkanalen år 1869 och gjorde ön överflödig längs med handelsvägen mellan Europa och Asien. Ön blev därmed mindre strategiskt viktig. Dessutom ökade konkurrensen i sockerbranschen, i och med odlingar på Kuba och i Europa. Allt detta gjorde att öns ekonomi gick nedåt.

### Réunion i modern tid
Under andra världskriget genomled öns ekonomi ytterligare ett bakslag, på grund av ekonomisk blockad, då de lokala myndigheterna sympatiserade med den tyskvänliga Vichyregimen. Det blev än svårare att få exportera varorna som producerades på ön. Att ön definierades som koloni under fransk lag gjorde inte förhållandena bättre. Enligt de franska kolonilagarna fick inte ön importera varor till högre värde än vad de exporterade varor för. Detta eftersom en kolonis syfte var att den skulle gå med vinst. År 1946 försvann kolonistatusen och Réunion blev den 19 mars samma år ett departement, och har samma status som områdena på fastlandet och är därmed ett område i EU.
Efter andra världskriget ökade världens efterfrågan på socker och detta hjälpte ön ut ur dess ekonomiska kris.
Det finns en självständighetsrörelse på ön som propagerar för ett totalt frigörande från Frankrike.

## Geografi

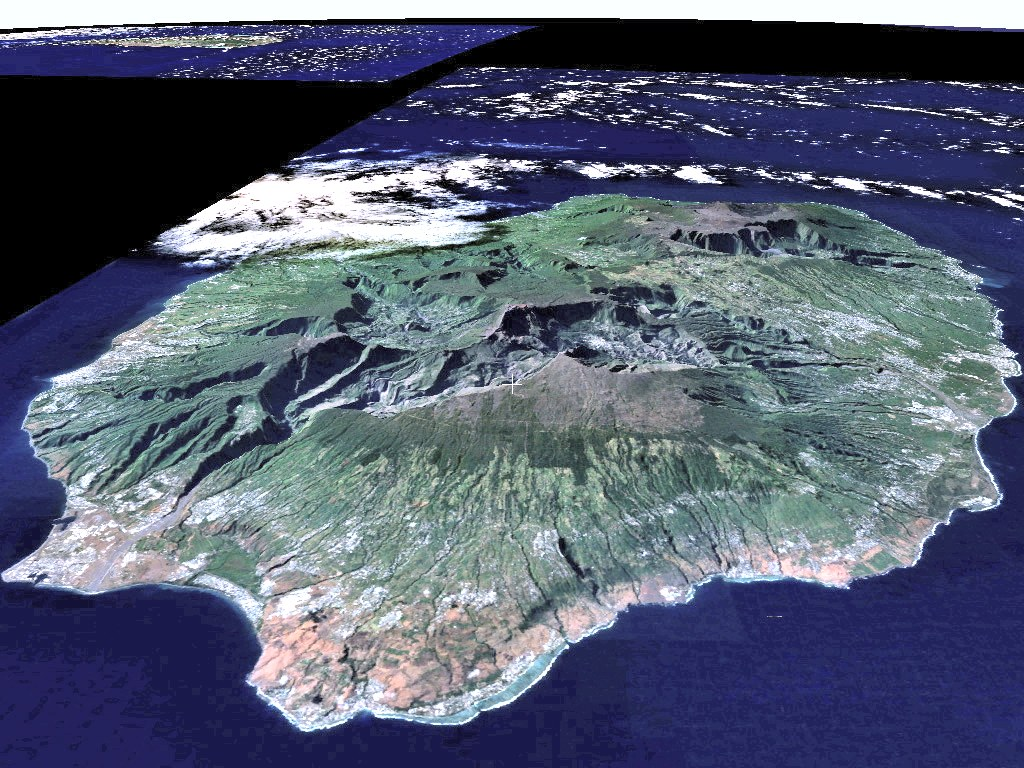
Satellitbild av Réunion från väster.

Réunion ligger 800 km öst om Madagaskar och är 63 km lång, 45 km bred och har en yta på 2 150 km². Ön är en av tre öar i ögruppen Maskarenerna, vilken är uppkallad efter öns upptäckare amiral Pedro de Mascarenhas.
Naturen på ön domineras av två vulkaner. Piton de la Fournaise ligger på öns östra del med en höjd på 2 611 meter över havet. Den kallas ofta systervulkan till vulkanerna på Hawaii, på grund av likheter i uppbyggnaden. Vulkanen har haft fler än 100 utbrott sedan 1640 och är idag under konstant övervakning. Senaste utbrottet skedde den 21 juni 2014, vilket var det första på drygt fyra år. Vulkanen Piton des Neiges (svenska: Snötoppen) är den högsta punkten på ön med en höjd på 3 070 meter, och ligger nordväst om Piton de la Fournaise. Trots sitt namn faller sällan snö på dess topp. Mitt på ön ligger vad som kallas för de tre cirklarna – Mafate, Cilaos och Salazie – vidsträckta "kratrar" som bildats efter att sidorna på vulkanen kollapsat.
Vulkanernas bergssidor är skogklädda. Odlad mark och städer ligger längs med öns kust.
Réunions vulkanlandskap upptogs på Unescos världsarvslista 2010.

### Större orter på Réunion
- Saint-Denis (huvudstad), 104 900 invånare (2010)[2]
- Saint-Paul, 87 712 invånare (1999)
- Saint-Pierre, 69 009 invånare (1999)
- Saint-Louis, 43 519 invånare (1999)
- Saint-André, 43 150 invånare (1999)
- Le Port, 38 367 invånare (1999)
- Saint-Benoît, 31 531 invånare (1999)
- Saint-Joseph, 30 276 invånare (1999)
- Saint-Leu, 25 310 invånare (1999)
- Cilaos, 6 000 invånare

### Administrativ indelning
Administrativt delas Réunion in i 4 arrondissement, 24 kommuner och 47 kantoner. Det är ett franskt departement liksom en fransk region. Det låga antalet kommuner jämfört med franska storstadsdepartement med liknande yta och befolkning är unikt. Många av Réunions kommuner täcker flera orter, ibland sådana som ligger en bit ifrån varandra.

## Demografi
Från 1600-talet till 1800-talet bidrog fransk immigration i kombination med afrikansk, kinesisk, madagaskisk och indisk immigration till att ön fick en etniskt blandad befolkning. Vita franska invånare utgör 25 procent av befolkningen.

### Historisk befolkning
| 1671 uppskattning                                                    | 1696 uppskattning | 1704 uppskattning | 1713 uppskattning | 1717 uppskattning | 1724 uppskattning | 1764 uppskattning | 1777 uppskattning | 1789 uppskattning | 1826 uppskattning |
| -------------------------------------------------------------------- | ----------------- | ----------------- | ----------------- | ----------------- | ----------------- | ----------------- | ----------------- | ----------------- | ----------------- |
| 90                                                                   | 269               | 734               | 1 171             | 2 000             | 12 550            | 25 000            | 35 100            | 61 300            | 87 100            |
| 1830 uppskattning                                                    | 1848 uppskattning | 1849 uppskattning | 1860 uppskattning | 1870 uppskattning | 1887 folkräkning  | 1897 folkräkning  | 1926 folkräkning  | 1946 folkräkning  | 1954 folkräkning  |
| 101 300                                                              | 110 300           | 120 900           | 200 000           | 212 000           | 163 881           | 173 192           | 182 637           | 241 708           | 274 370           |
| 1961 folkräkning                                                     | 1967 folkräkning  | 1974 folkräkning  | 1982 folkräkning  | 1990 folkräkning  | 1999 folkräkning  | 2007 folkräkning  | 2009 folkräkning  | 2010 uppskattning | 2011 uppskattning |
| 349 282                                                              | 416 525           | 476 675           | 515 814           | 597 823           | 703 820           | 794 107           | 816 364           | 828 054           | 839 480           |
| Officiella siffror från folkräkningar och uppskattningar från INSEE. |                   |                   |                   |                   |                   |                   |                   |                   |                   |

### Ålderssammansättning
- 0–14 år: 32 % (119 291 män, 113 741 kvinnor)
- 15–64 år: 62 % (220 066 män, 227 632 kvinnor)
- 65 år och äldre: 6 % (16 336 män, 23 868 kvinnor) (2000)

Årlig befolkningstillväxt: 1,63 % (2000)

### Livslängd
- Förväntad livslängd för hela befolkningen: 72,68 år
- Förväntad livslängd för män: 69,28 år
- Förväntad livslängd för kvinnor: 76,24 år (2000)

### Religion och språk

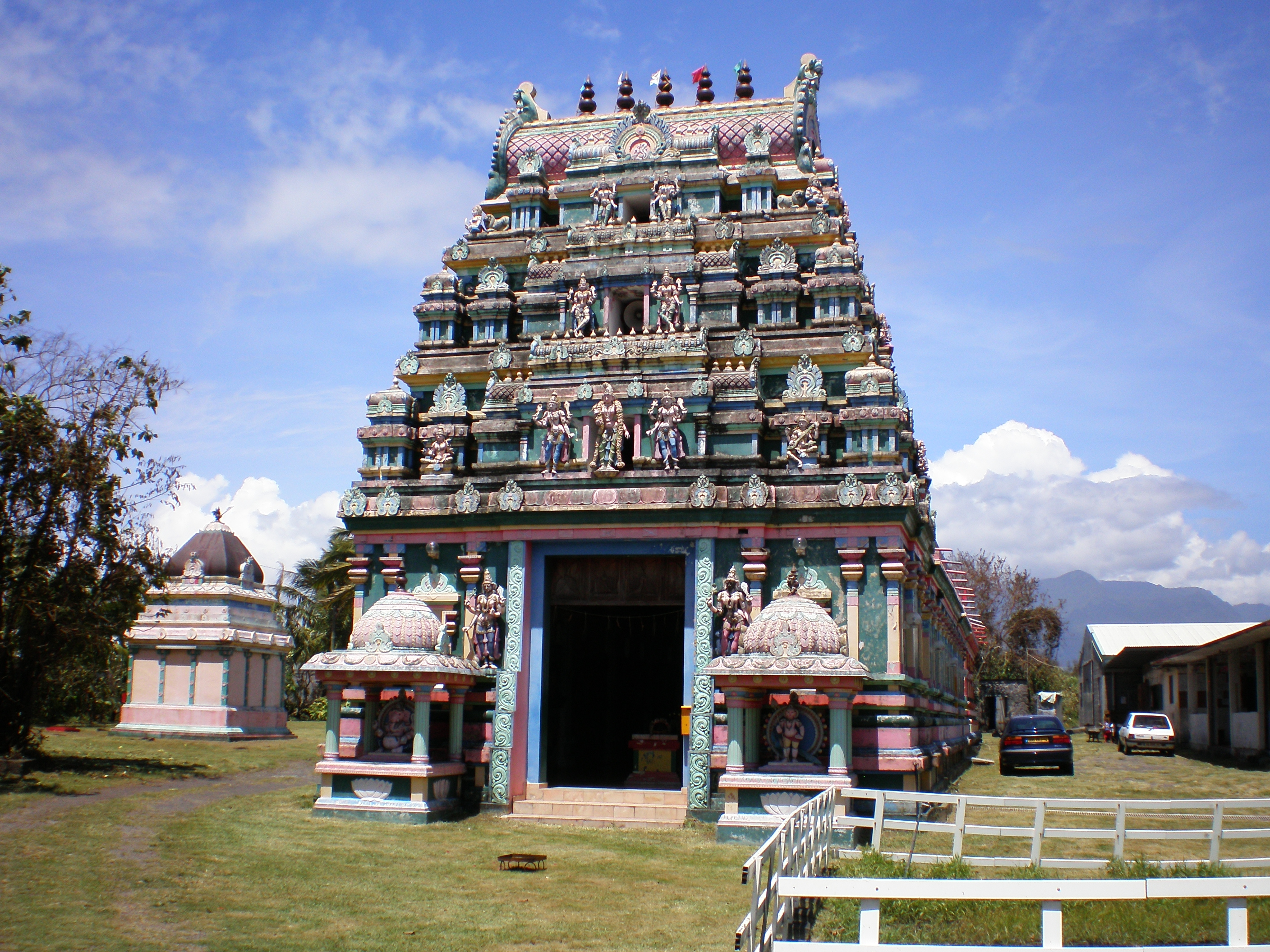
Tamilskt tempel.

Befolkningen utgörs till 86 % av katoliker. De flesta andra är hinduer, muslimer eller buddhister. Franska är officiellt språk men kreol används i stor utsträckning.

### Hälsa
År 2006 drabbades Réunion hårt av chikungunyavirusinfektion som sprids av myggor. Epidemin i området startade i mars 2005, troligen på Komorerna. På grund av vädersituationen, som gynnade förökningen av myggor, ökade smittspridningen drastiskt fram till december samma år.. Den 6 april 2006 hade omkring 230 000 personer (29 procent av öns befolkning) insjuknat.

## Politik

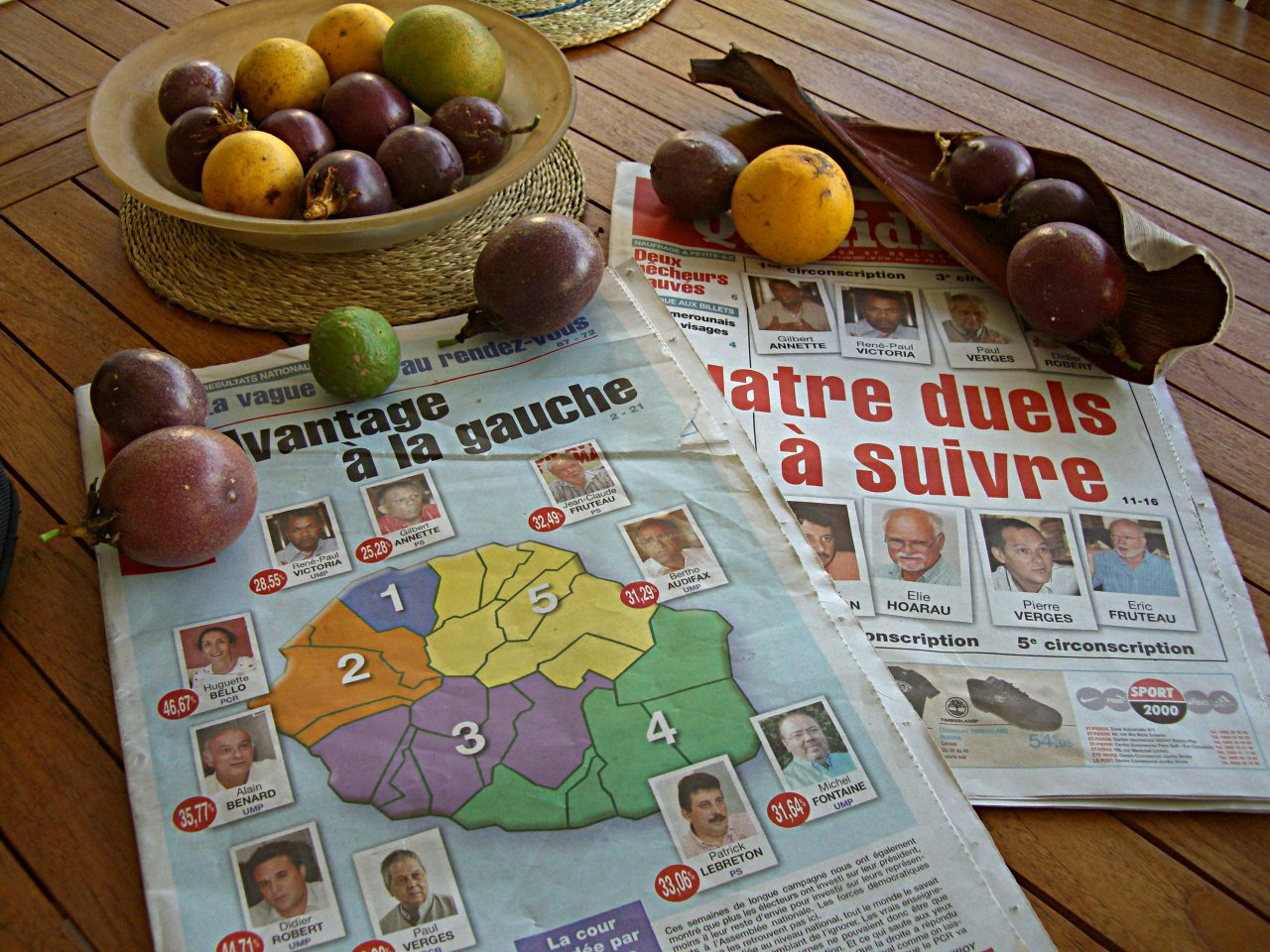
Tidningar inför valet 2007.

Réunion är indelat i fyra arrondissement, 24 kommuner och 47 kantoner, och är ett franskt utomeuropeiskt departement och en utomeuropeisk region. Réunion har tre platser i den franska senaten (franska: le Sénat) och fem platser i den franska nationalförsamlingen (franska Assemblée nationale française). Réunions huvudförsamling heter Conseil general och har 47 medlemmar som väljs för sex år om gången.
Réunion är medlem i Commission de l'Océan Indien och ansökte om medlemskap i afrikanska unionen år 2004.

## Ekonomi

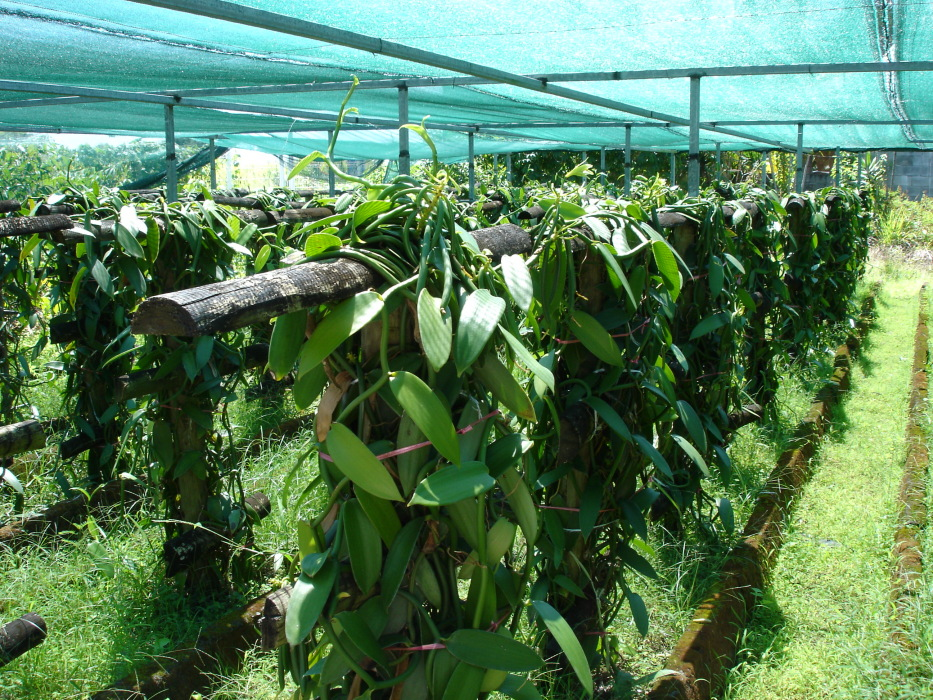
Vaniljodling.

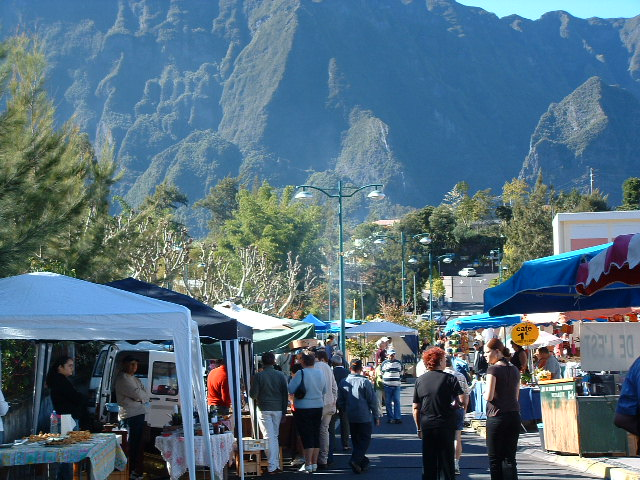
Marknadsplats.

Socker är den viktigaste lantbruksprodukten och huvudexportvara, men minskar i betydelse jämfört med turismen. Öns myndigheter ser turismen som ett sätt att reducera öns höga arbetslöshet. Tidigare utgjorde sockerproduktionen 85% av öns exportintäkter. 
Arbetslösheten är väldigt hög, 36 procent (1999), och denna drabbar främst öns yngre befolkning (39 procent av invånarna är under 20 år). Skillnaderna mellan den övre medelklassen och de fattiga är ovanlig stor och detta anses som en fara för lag och ordning. De vita och de med indiskt bakgrund har det bättre ställt än öborna med annan bakgrund. Minoritetsgrupperna är i högre grad drabbade av fattigdom och arbetslöshet. Flera finansiella och politiska skandaler har drabbat Réunion under de senaste åren, något som ledde till våldsamma uppror i februari 1991.
Réunion har under senare tid sökt tätare kontakt med Afrika och år 2004 sökte ön medlemskap i COMESA. Öborna har traditionellt haft lägre intäkter och levnadsstandard än andra franska territorium, men detta har i viss mån ändrats på senare tid. Den franska staten bidrar med stora ekonomiska överföringar till Réunion.

## Klimat
Réunion har en medeltemperatur på 21–38 °C. Den varma sommarperioden sträcker sig från oktober till mars och den något svalare perioden från april–september. Det förekommer ibland cykloner mellan december och februari. Vattentemperaturen varierar mellan 22 och 27 °C under hela året.

### Temperaturer
Medeltemperaturen vid kusten är 21 grader på vintern och 28 om sommaren. I bergen är det cirka 10 grader kallare.
|                   | Februari | Augusti | Soltimmar per dag |
| ----------------- | -------- | ------- | ----------------- |
| Östkusten         | 26 °C    | 20,5 °C | 6 timmar          |
| Västkusten        | 27,5 °C  | 21,5 °C | 7,5 timmar        |
| 1 500 meters höjd | 16,5 °C  | 10 °C   | 6 timmar          |

## Turism

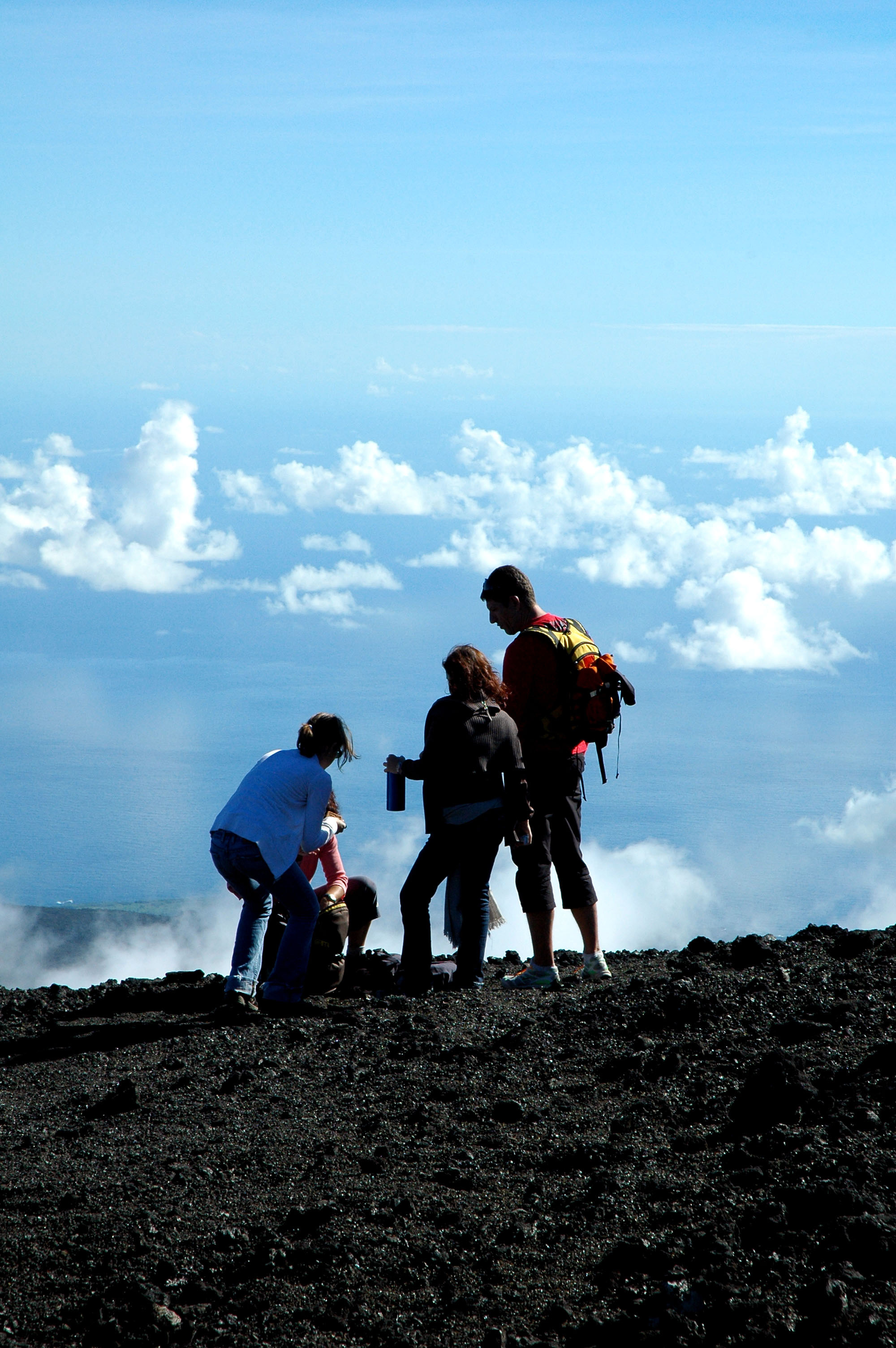
Vandrande turister.

Turismen blir en allt viktigare inkomstkälla för Réunion, vilket gör ön mindre beroende av socker- och vaniljproduktion. Omkring 420 000 turister besöker ön årligen. Högsäsong för turismen är juli till september, och under december.

## Kommunikationer

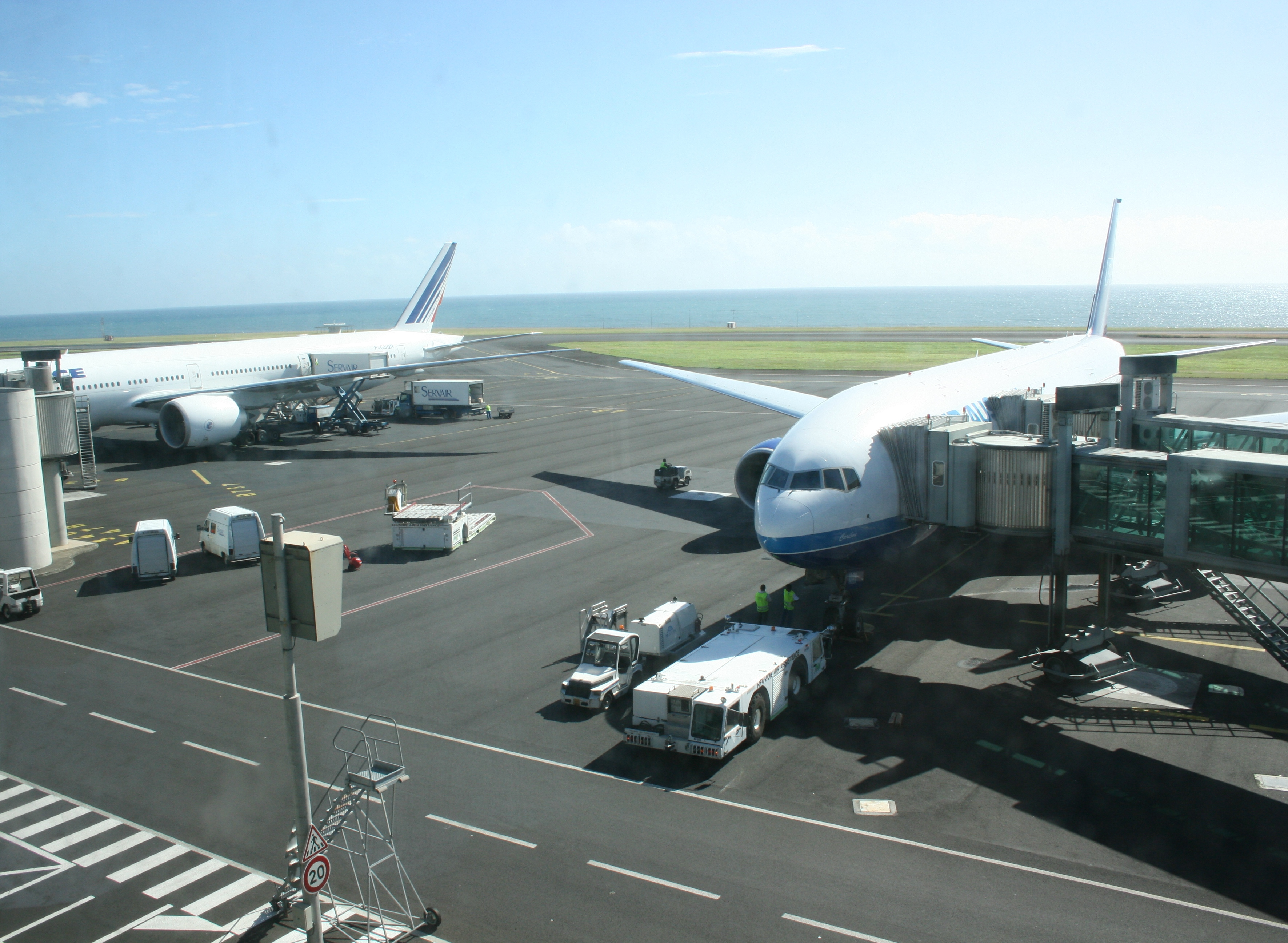
Aéroport de la Réunion Roland Garros.

Réunion har regelbundna flygförbindelser med bland annat Mauritius, Seychellerna, Komorerna, Mayotte, Madagaskar, Sydafrika, Indien och Frankrike. De största operatörerna är Air France, Air Austral, Air Mauritius och Air Caraïbes, med trafiken till Paris som dominerande. Öns största internationella flygplats är Aéroport de la Réunion Roland Garros och ligger 11 km öster om huvudstaden Saint-Denis. Den är namngiven efter flygpionjären Roland Garros som föddes på ön. På södra delen av ön utanför staden Saint-Pierre finns Aéroport de Saint-Pierre Pierrefonds med viss inrikes- och utrikestrafik.
Det finns också färjeförbindelser med Mauritius.

## Réunionsdront

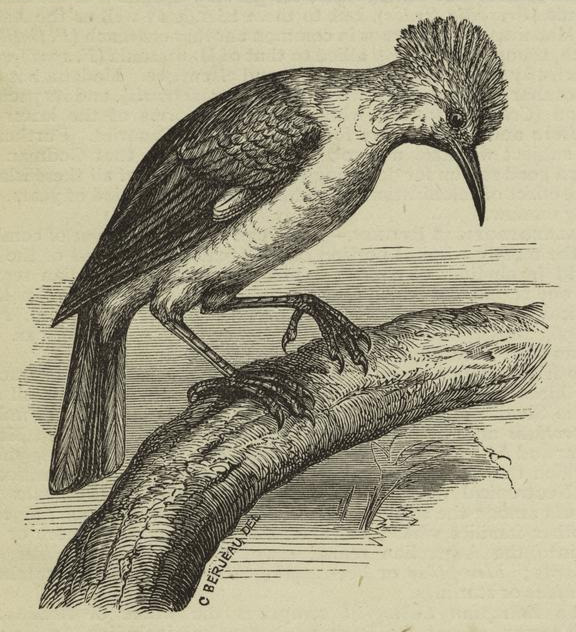
Réunions mytiska solitärfågel.

På 1600-talet beskrev sjöfarare det som kommit att kallas Réunions solitärfågel (Raphus solitarius), även kallad vit dront. Man har dock inte funnit några bevarade fynd. Det är mycket möjligt att de har beskrivit en annan nu utdöd fågel från ön som även den saknade flygförmåga – Réunions markibis (Threskiornis solitarius).